# Leonard Piątek
Leonard Franciszek Piątek (ur. jako Leonard Franz Piontek 3 października 1913 w Królewskiej Hucie, zm. 1 lipca 1967 w Chorzowie) – polski piłkarz występujący na pozycji napastnika, reprezentant Polski w latach 1936–1939, trener piłkarski.

## Życiorys
Przez znaczną część kariery zawodniczej związany był z AKS Chorzów (w latach 1910-1922 VfR - Verein für Rasenspiele, 1923–1934 AKS Królewska Huta, 1939–1945 Germania Königshütte, potocznie: grünweiß, zielone koniczynki). W latach 1936–1937, podczas odbywania służby wojskowej, występował w klubie Flota Gdynia. Wiosną 1937 roku zmienił nazwisko na Piątek. Przed II wojną światową został z AKS-em kilkakrotnym mistrzem Śląska, a w 1937 roku jako beniaminek, wicemistrzem Polski. W latach 1939–1944 wywalczył z Germanią Königshütte trzykrotnie mistrzostwo Górnego Śląska i brał udział w rozgrywkach o mistrzostwo i puchar Niemiec.
W reprezentacji Polski rozegrał 17 spotkań, strzelając 11 bramek. Uczestniczył w mistrzostwach świata 1938 we Francji. Debiutował w reprezentacji 6 września 1936 w spotkaniu z Łotwą (3:3) w Rydze. Ostatni mecz zagrał 27 sierpnia 1939 w zwycięskim 4:2 spotkaniu przeciwko Węgrom w Warszawie, zdobywając jednego gola.
Po zakończeniu aktywnej kariery piłkarskiej został trenerem lokalnych drużyn na Górnym Śląsku. Zmarł w 1967 roku w Chorzowie po długiej chorobie.

## Mecze w reprezentacji
- 6 września 1936 Ryga, Łotwa – Polska 3:3
- 23 czerwca 1937 Warszawa, Polska – Szwecja 3:1 (1 gol)
- 4 lipca 1937 Łódź, Polska – Rumunia 2:4 (1 gol)
- 12 września 1937 Sofia, Bułgaria – Polska 3:3
- 10 października 1937 Warszawa, Polska – Jugosławia 4:0 (2 gole)
- 13 marca 1938 Zurych, Szwajcaria – Polska 3:3 (1 gol)
- 3 kwietnia 1938 Belgrad, Jugosławia – Polska 0:1
- 22 maja 1938 Warszawa, Polska – Irlandia 6:0 (2 gole)
- 5 czerwca 1938 Strassburg, Brazylia – Polska 6:5 p. d. (MŚ)
- 18 września 1938 Chemnitz (Kamienica), Niemcy – Polska 4:1
- 25 września 1938 Warszawa, Polska – Jugosławia 4:4 (1 gol)
- 23 października 1938 Warszawa, Polska – Norwegia 2:2
- 13 listopada 1938 Dublin, Irlandia – Polska 2:3 (1 gol)
- 22 stycznia 1939 Paryż, Francja – Polska 0:4
- 27 maja 1939 Łódź, Polska – Belgia 3:3
- 4 czerwca 1939 Warszawa, Polska – Szwajcaria 1:1 (1 gol)
- 27 sierpnia 1939 Warszawa, Polska – Węgry 4:2 (1 gol)